# 2009-es magyar birkózóbajnokság
A 2009-es magyar birkózóbajnokság a százkettedik magyar bajnokság volt. A férfi kötöttfogású bajnokságot május 23-án rendezték meg Egerben, a férfi szabadfogású bajnokságot május 30-án Orosházán, a női szabadfogású bajnokságot pedig június 6-án Törökszentmiklóson.

## Eredmények

### Férfi kötöttfogás
| Versenyszám | Arany                           | Arany | Ezüst                        | Ezüst | Bronz                                                    | Bronz |
| ----------- | ------------------------------- | ----- | ---------------------------- | ----- | -------------------------------------------------------- | ----- |
| 55 kg       | Módos Péter Szigetvári BSE      |       | Majer Roland Kecskeméti TE   |       | Molnár Ádám BVSC-TátDemény László Dorogi ESE             |       |
| 60 kg       | Komáromi Ede Egri Vasas         |       | Mischinger György Egri Vasas |       | Lévai Attila Ferencvárosi TCJäger Krisztián BVSC-Tát     |       |
| 66 kg       | Szabó Martin Sziget SC          |       | Lőrincz Tamás Ceglédi VSE    |       | Korpási Bálint BVSC-TátFekete Tibor Ferencvárosi TC      |       |
| 74 kg       | Kun Renátó Ferencvárosi TC      |       | Madarasi Gábor Egri Vasas    |       | Pelyhe Zoltán Vasas SCHlavati Dániel BVSC-Tát            |       |
| 84 kg       | Fodor Zoltán Ferencvárosi TC    |       | Dajka Zsolt Kecskeméti TE    |       | Antunovits László Érdi SpartacusBalogh László Csepeli BC |       |
| 96 kg       | Kiss Balázs BVSC-Tát            |       | Nagy József Kecskeméti TE    |       | Rizmajer György BVSC-TátNémeth Iván Ferencvárosi TC      |       |
| 120 kg      | Deák Bárdos Mihály Diósgyőri BC |       | Branda Gyula Újpesti TE      |       | Dömötör László Kecskeméti TENunajev Juszup Vasas SC      |       |

### Férfi szabadfogás
| Versenyszám | Arany                                          | Arany | Ezüst                                          | Ezüst | Bronz                                                                              | Bronz |
| ----------- | ---------------------------------------------- | ----- | ---------------------------------------------- | ----- | ---------------------------------------------------------------------------------- | ----- |
| 55 kg       | Szabó Czibolya Gábor Szegedi VSE               |       | Majer Roland Kecskeméti TE                     |       | Lagzi Kovács Bendegúz Diósgyőri BC-Kazincbarcikai VSEMolnár Róbert Ferencvárosi TC |       |
| 60 kg       | Beischlag Péter Csepeli BC                     |       | Molnár Gábor Abonyi BC                         |       | Horváth Gábor Kecskeméti TEKoch Antal Bajai BC                                     |       |
| 66 kg       | Wöller Gergő Vasas SC-Testnevelési Főiskola SE |       | Farkas Gábor Vasas SC-Testnevelési Főiskola SE |       | Szabó Róbert Kiskunfélegyházi VSE-Vasas SCMolnár Bálint Haladás VSE                |       |
| 74 kg       | Hatos Gábor Haladás VSE                        |       | Tőzsér Sándor Debreceni Sportcentrum           |       | Wöller Ákos Vasas SCBörcsök László Csepeli BC-Orosházi Spartacus                   |       |
| 84 kg       | Veréb István Haladás VSE                       |       | Dajka Zsolt Kecskeméti TE                      |       | Kányási Sándor Testnevelési Főiskola SE-Vasi Volán SEAdamecz József Vasas SC       |       |
| 96 kg       | Kiss Gergely Orosházi Spartacus                |       | Bóna Dániel Csepeli BC                         |       | Ligeti Dániel Haladás VSESzabó Mihály Orosházi Spartacus                           |       |
| 120 kg      | Nunajev Juszup Vasas SC                        |       | Csercsics Richárd Haladás VSE                  |       | Dömötör László Kecskeméti TEKiss Krisztián Haladás VSE                             |       |

### Női szabadfogás
| Versenyszám | Arany                                                | Arany | Ezüst                                       | Ezüst | Bronz                                          | Bronz |
| ----------- | ---------------------------------------------------- | ----- | ------------------------------------------- | ----- | ---------------------------------------------- | ----- |
| 48 kg       | Nagy Cintia Diósgyőri BC                             |       | Mihálovics Ivett Miklóssy SE                |       | Berta Ágnes Kőbánya SCSzabó Dalma Diósgyőri BC |       |
| 51 kg       | Köteles Alexandra Törökszentmiklósi BDSK             |       | Csík Annamária Tatabányai SC                |       | Nyíri Dóra Püspökladányi BSE                   |       |
| 55 kg       | Barka Emese Vasas SC                                 |       | Szabó Emese Kiskunfélegyháza VTK-Csepeli BC |       | Rádi Nikoletta Kiskunfélegyháza VTK            |       |
| 59 kg       | Sastin Marianna Csepeli BC-Mosonmagyaróvári Delta SE |       | Szanyi Mónika Egri VSE                      |       | Forgó Fruzsina Vasas SC                        |       |
| 63 kg       | Godó Kitti Ferencvárosi TC                           |       | Sleisz Gabriella Mogyoródi KSK              |       | Felföldi Zsanett Kiskunfélegyháza VTK          |       |
| 67 kg       | Szerencse Mónika Tatabányai SC                       |       | Bella Bettina Eperjes-Gádoros               |       | Tóth Nikolett Diósgyőri BC                     |       |
| 72 kg       | Soós Rita Csepeli BC                                 |       | Balázs Brigitta Kaposvári NSE               |       | Csánó Zsófia Tatabányai SC                     |       |